# سیاه‌کران
سیاه‌کران روستایی از توابع بخش چندار شهرستان ساوجبلاغ در استان البرز ایران است.

## جمعیت
این روستا در دهستان برغان قرار دارد و براساس سرشماری مرکز آمار ایران در سال ۱۳۸۵، جمعیت آن ۳۲ نفر (۱۰خانوار) بوده‌است.

## زبان
ساکنین روستا به زبان تاتی سخن می‌گویند.

## لفظ سیاه کران
سیاه کران با کسره “ک” مرکب از “سیا” و “کر” و “ان” است به معنی جایی که سنگ ها و صخره های سیاه دارد چون “کر” به معنی کوه و صخره است و “ان” پسوند مکان.